# Chitoniscus lobiventris
Chitoniscus lobiventris is een insect uit de orde Phasmatodea en de  familie Phylliidae. De wetenschappelijke naam van deze soort is voor het eerst geldig gepubliceerd in 1853 door Blanchard.